# Onda su onda
Onda su onda es una película de comedia coproducida por Italia y Argentina de 2016. Es escrita por  Walter Lupo, Federica Pontremoli y Rocco Papaleo. Está dirigida por Rocco Papaleo. La película está protagonizada por: Alessandro Gassman, Rocco Papaleo, Luz Cipriota, Massimiliano Gallo, Silvia Pérez y Calogero Accardo.

## Sinopsis
La historia se centrará en Ruggero (Gassmán), es un cocinero solitario. y Gegé, es un exuberante cantante que debe viajar a Montevideo para un concierto que supone una ocasión irrepetible para relanzar su fama. Aunque al principio ambos personajes no se llevan bien, un acontecimiento inesperado los llevará a hacerse amigos a la fuerza. En la capital uruguaya los recibirá una mujer, llamada Gilda Mandarino (Luz Cipriota), organizadora del evento. En Montevideo se entrecruzarán los destinos y las vidas de dos hombres diferentes pero hermanados por el mismo deseo de resucitar.
- Datos: Q24252100